# Troelstralaan (stacja metra)
Troelstralaan – stacja metra w Rotterdamie, położona na linii C (czerwonej). Została otwarta 4 listopada 2002. Stacja znajduje się w Schiedam.